# Jhon Carabalí
Jhon Carabalí (n. Eloy Alfaro, Manabí, Ecuador; 5 de abril de 1988) es un futbolista ecuatoriano. Juega de delantero y su equipo actual es Baños Ciudad de Fuego de la Segunda Categoría de Ecuador.

## Clubes
| Club                  | País    | Año       |
| --------------------- | ------- | --------- |
| Huaquillas F. C.      | Ecuador | 2005      |
| C. D. Olmedo          | Ecuador | 2006-2007 |
| Esmeraldas S. C.      | Ecuador | 2008      |
| S. D. Municipal       | Ecuador | 2009      |
| Rocafuerte S. C.      | Ecuador | 2010      |
| Águilas               | Ecuador | 2011      |
| C. D. Grecia          | Ecuador | 2012      |
| Manta F. C.           | Ecuador | 2012-2013 |
| Técnico Universitario | Ecuador | 2014      |
| Manta F. C.           | Ecuador | 2015-2016 |
| C. D. Olmedo          | Ecuador | 2017-2019 |
| Mushuc Runa           | Ecuador | 2020      |
| Alianza de Guano      | Ecuador | 2021      |
| Mineros S. C.         | Ecuador | 2022      |
| Daquilema F. C.       | Ecuador | 2023      |
| C. D. Grecia          | Ecuador | 2023      |
| Baños Ciudad de Fuego | Ecuador | 2024-act. |